# Манґа-кафе
Манґа-кафе (яп. 漫画 吃茶,マンガ 喫茶) манґа Кісс (manga kissa), від кіссатен, що означає японською «кафе» — кафе в Японії, де можна почитати японські комікси — манґу. Відвідувач платить за час перебування, тобто приблизно від 300 до 500 ієн за годину. У більшості випадків також надається доступ в Інтернет, як в Інтернет-кафе (яп. ネット カフェ) (Нетті кафе), — і навпаки, в Інтернет-кафе часто стоять книжкові полиці з манґою, тому в Японії ці два поняття взаємозамінні.
Крім того, додаткові послуги включають відеоігри, дешеві закуски, DVD-програвач та багато іншого. Деякі заклади «GeraGera», великої мережі манґа-кафе, обладнані душевою кабінкою і дитячою кімнатою, де матері залишають дітей, поки читають манґу. Туди не заборонено приносити власну їжу і напої.

## Послуги
Список послуг, які надаються в деяких кафе:
- Місця: місця для читання, місця для некурящих, диван, масажне крісло, місце з доступом в Інтернет, місце на двох, татамі, сидіння з відкидною спинкою.
- Комп'ютер: запис на компакт-диски, кольоровий принтер, ксерокс, телевізор, кабельне телебачення.
- Зручності: душ, дартс, журнали, диски з музикою, манікюр, стіл для гри в пул, газети, настільний теніс, солярій, маджонг.

## Критика
У деяких кафе за окрему плату люди можуть залишитися на ніч, що в останні роки стало справжньою проблемою: за приблизними оцінками, близько 5 тисяч людей буквально живуть в манґа-кафе, використовуючи їх як доступну альтернативу готелям. Таких людей, які не мають власного будинку і часто роботи, називають «біженцями інтернет-кафе». Відомий випадок, коли чоловік пробув у кафе цілий місяць і тільки потім був схоплений поліцією, так як мав при собі 16 ієн, заборгувавши закладу близько 150 тисич ієн (більше тисячі доларів). Весь цей час тридцятисемирічний Кійосі Ікеда харчувався кавою і тостами на сніданок. Інший неназваний молодий чоловік, нездатний сплатити кредит за квартиру, ночував у кафе протягом двох років, причому, за його словами, разом з ним «жили» близько 30-и осіб.
Крім того, відвідувачі не платять за читання манґи, а весь прибуток йде власникам, але не художникам або видавництву, що надрукувало манґу.

## Згадки в аніме і манзі
- У шостій серії аніме «Kanon» Макото Саватарі намагається отримати роботу в манґа-кафе.
- У двадцять четвертої серії «Toradora!» згадування манґа-кафе як альтернативного місця проживання.
- Місакі Накахара з аніме «NHK ni Youkoso!» працює в кафе, яке належить її дядькові.